# Rover 14
Rover 14 — 4-дверний автомобіль вищої групи середнього класу з кузовом лімузин британської компанії Rover.

## Історія
Кузов Rover 14 був аналогом кузовів моделей Rover 10, Rover 12, але зі зміненою задньою частиною. У нього 1937 встановили 6-циліндровий мотор об'ємом 1577 см³, потужністю 54 к.с.. З ним машина розвивала 111 км/год.
Не змінюючи кузовів, на шасі 1938 встановили мотор об'ємом 1901 см³, але швидкість становила 112 км/год. Одночасно на цьому ж шасі розпочали виготовлення потужнішої моделі Rover 16. З початком активної фази Другої світової війни боротьби за британські острови випуск авто зупинили, як і всієї цивільної продукції.
Після завершення війни 1945 випуск Rover 14 відновили. Її кузов відповідав довоєнній модифікації, але була змінена форма багажника, зрештою як і у моделей 10, 12, 16.
Модель Rover 14 виготовляли до 1948, коли її замінила модель Rover P3.

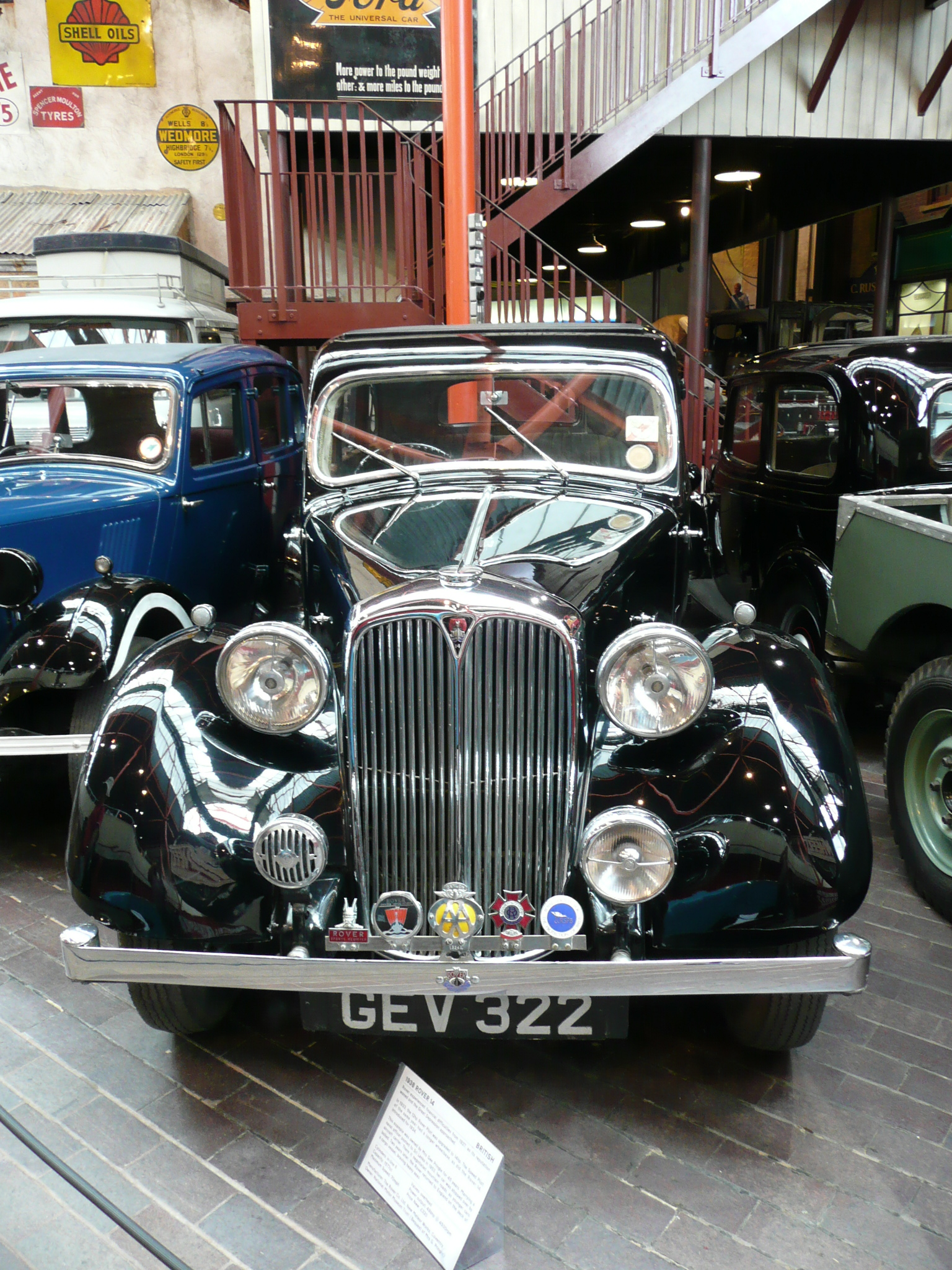
Rover 14. 1,6 л. 1938